# 滋賀県道29号瀬田大石東線
滋賀県道29号瀬田大石東線（しがけんどう29ごう せたおおいしひがしせん）は、滋賀県大津市を通る主要地方道（滋賀県道）である。

## 概要
滋賀県大津市の唐橋東詰交点を起点に大津市大石東2丁目に至る7.0 kmの路線である。瀬田川東岸を南に沿って走る。別名、夕照の道。

### 路線データ
- 起点：大津市瀬田（滋賀県道2号大津能登川長浜線交点）
- 終点：大津市大石東2丁目（国道422号交点）

## 歴史
- 1958年（昭和33年）7月26日：滋賀県が一般県道109号瀬田大石東線として認定[1]
- 1982年（昭和57年）4月1日：建設省（現・国土交通省）が第5次主要地方道指定路線の1つとして指定。
- 1983年（昭和58年）3月4日 ：滋賀県が主要地方道357号瀬田大石東線として認定。
- 1990年（平成2年）9月17日：県道番号を357から29へ変更。
- 2022年（令和4年）3月29日：瀬田川令和大橋の東詰から南の経路が変更。従来の関津峠を越える経路から、瀬田川令和大橋を渡り瀬田川右岸沿いの県道3号を経て国道422号の旧道を経由し、国道422号の現道と合流する経路に付け替えられる[2]。この区間の旧道は大津市道幹2171号線に。[3]

## 路線状況

### 重複区間
- 滋賀県道108号南郷桐生草津線（大津市黒津 地内）
- 国道422号（大津市太子2丁目 - 同市南郷6丁目、瀬田川令和大橋）
- 滋賀県道3号大津南郷宇治線（大津市南郷6丁目 - 同市石山南郷町）

## 地理

### 通過する自治体
- 大津市

### 交差する道路

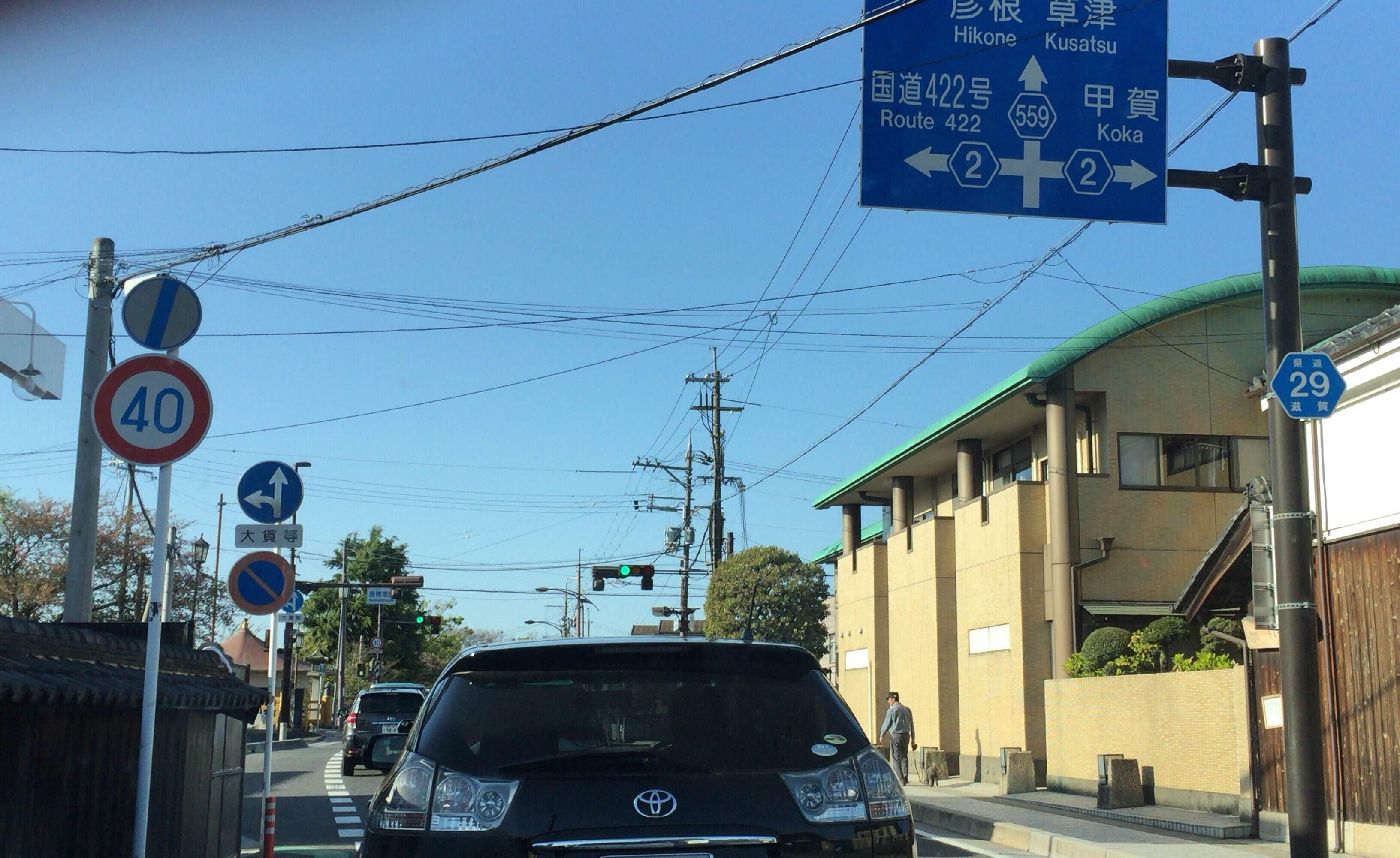
起点である大津市「唐橋東詰」交点付近

- 滋賀県道2号大津能登川長浜線・滋賀県道559号近江八幡大津線 湖岸道路（＝さざなみ街道）（大津市瀬田、起点）
- 滋賀県道108号南郷桐生草津線（大津市黒津）
- 滋賀県道3号大津南郷宇治線（大津市太子2丁目・石山南郷町）
- 滋賀県道783号宇治田原大石東線（大津市大石東6丁目）
- 国道422号（大津市太子2丁目・大石東、終点）

### 沿線にある施設など
- 瀬田唐橋
- ぜぜ自動車教習所
- 瀬田ゴルフコース
- 藤桐不動尊

### 道路施設
- 瀬田川令和大橋
- 鹿跳橋 - 1895年（明治28年）に県費で木造の鹿跳橋が完成し、1927年（昭和2年）頃に鉄筋コンクリートに架け替え、1964年（昭和39年）に現行の鹿跳橋が完成した[4]。